# Jessica Gadirova
Jessica Gadirova (* 3. Oktober 2004 in Dublin) ist eine britische Kunstturnerin. Sie gewann bei den Olympischen Spielen 2020 in Tokio die Bronzemedaille im Mannschafts-Mehrkampf, bei den Weltmeisterschaften 2022 die Goldmedaille am Boden  und bei den Europameisterschaften 2023 Gold im Mehrkampf. Sie nahm an den Junioren-Weltmeisterschaften im Kunstturnen 2019 zusammen mit ihrer Zwillingsschwester Jennifer Gadirova teil.

## Turnkarriere
Jessica Gadirova und ihre Zwillingsschwester Jennifer haben einen aserbaidschanischen Hintergrund. Sie begannen als kleine Kinder mit dem Turnen, weil ihre Mutter wollte, dass sie einen Auslass für ihre Energie haben.

### Espoir

#### 2016
Im März nahm Gadirova an den British Espoir Championships teil, bei denen sie den 12. Platz im Mehrkampf und den sechsten Platz im Schwebebalken belegte.

### Junior

#### 2018
Im Februar nahm Gadirova an den englischen Meisterschaften teil, bei denen sie den 23. Platz belegte. Im folgenden Monat nahm sie an den britischen Meisterschaften teil, bei dem sie im Mehrkampf den siebten, am Stufenbarren den achten und am Boden den sechsten Platz belegte. Sie beendete die Saison bei den British Team Championships, wo sie den 11. Platz im Junioren-Mehrkampf-Nicht-Kader belegte.

#### 2019
Im März nahm Gadirova an den englischen Meisterschaften teil, bei denen sie hinter Ondine Achampong, Halle Hilton und Jennifer Gadirova den vierten Platz belegte. Später in diesem Monat trat sie bei den Britischen Meisterschaften an, bei denen sie im Mehrkampf den siebten Platz belegte, den achten Platz im Sprung, den vierten Platz in Stufenbarren und Bronze am Boden gewann. Gadirova nahm als Nächstes an der Flanders International Team Challenge teil, bei der sie insgesamt Dritte wurde, hinter den beiden Rumänierinnen Ioana Stănciulescu und Silviana Sfiringu und verhalf Großbritannien als Team zum vierten Platz. 
Im Juni nahm Gadirova zusammen mit ihrer Zwillingsschwester Jennifer und Alia Leat an den Junioren-Weltmeisterschaften im Kunstturnen 2019 in Győr, Ungarn, teil. Im Teamfinale belegten sie den sechsten Platz und Gadirova den 33. Platz im Mehrkampf. 
Im Juli nahm Gadirova am Sainté Gym Cup teil, bei dem sie Großbritannien half, Teamgold zu gewinnen. Im September nahm sie an den British Women's Teams Championships 2019 teil und belegte den ersten Platz in der Junioren-Mehrkampf-Meisterschaft ihrer Schwester. Außerdem half sie Aylesbury, als Team den ersten Platz zu belegen.

Jessica Gadirova bei der Junioren-Weltmeisterschaft 2019
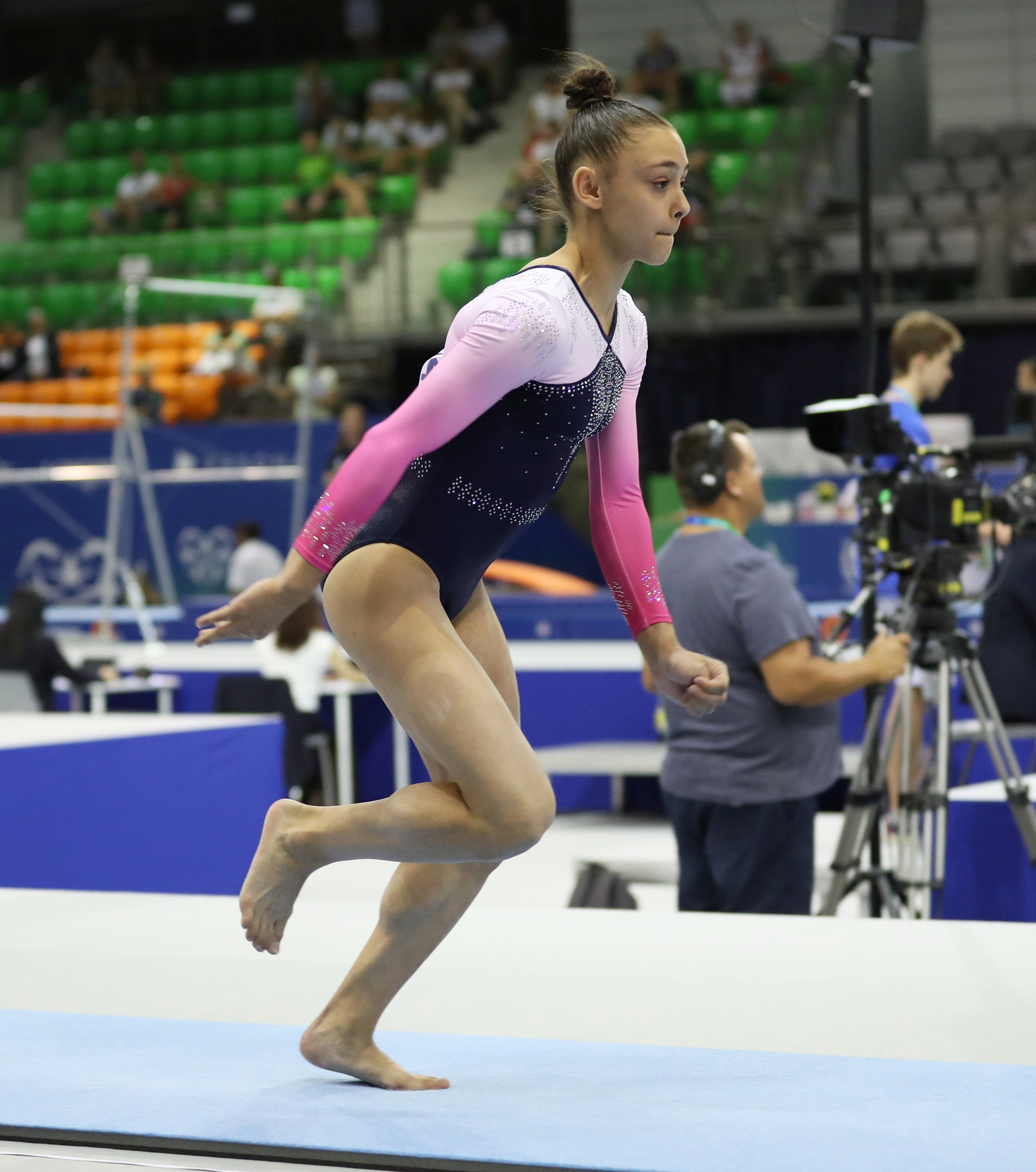
Am Sprung,
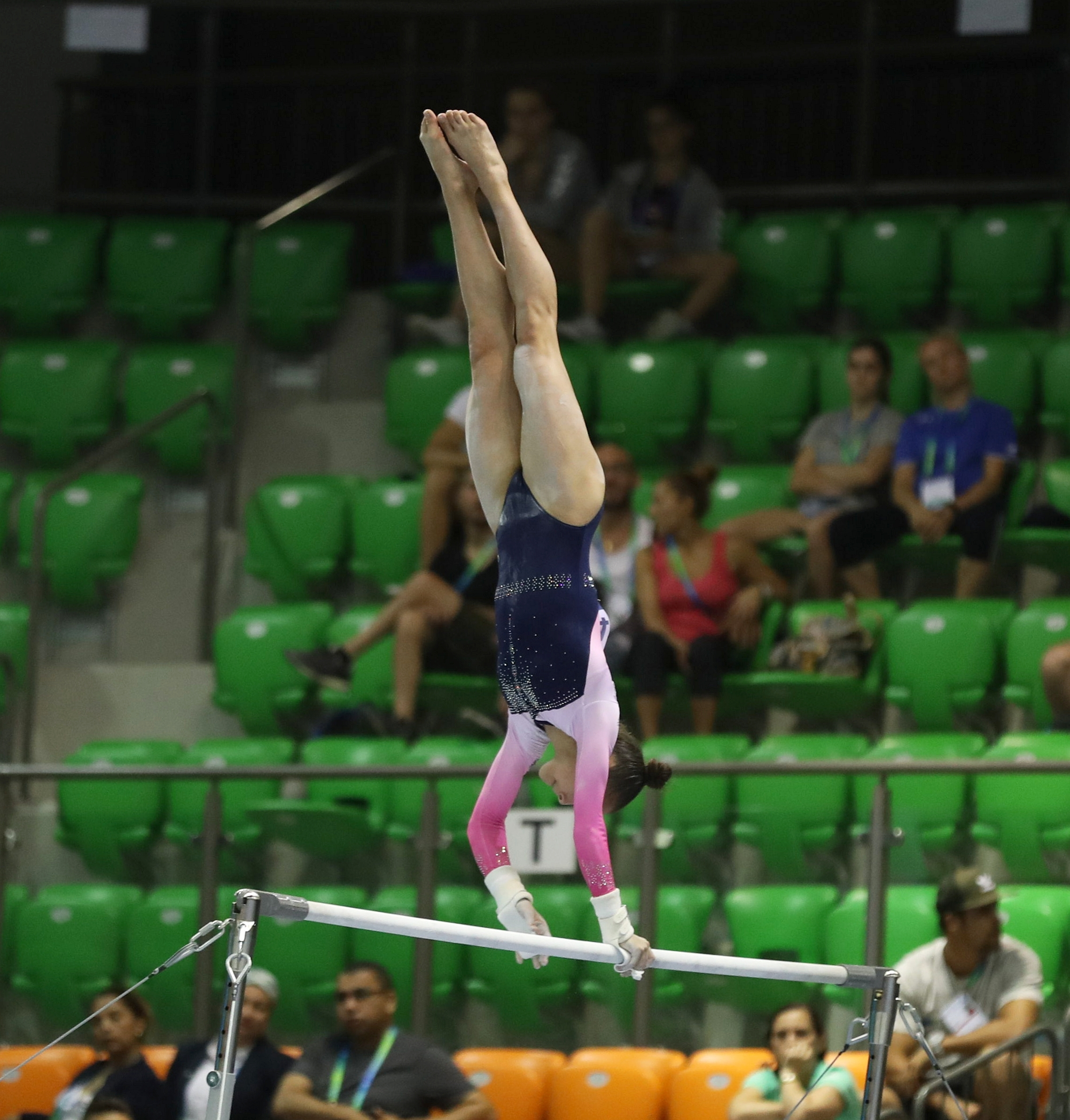
am Stufenbarren sowie
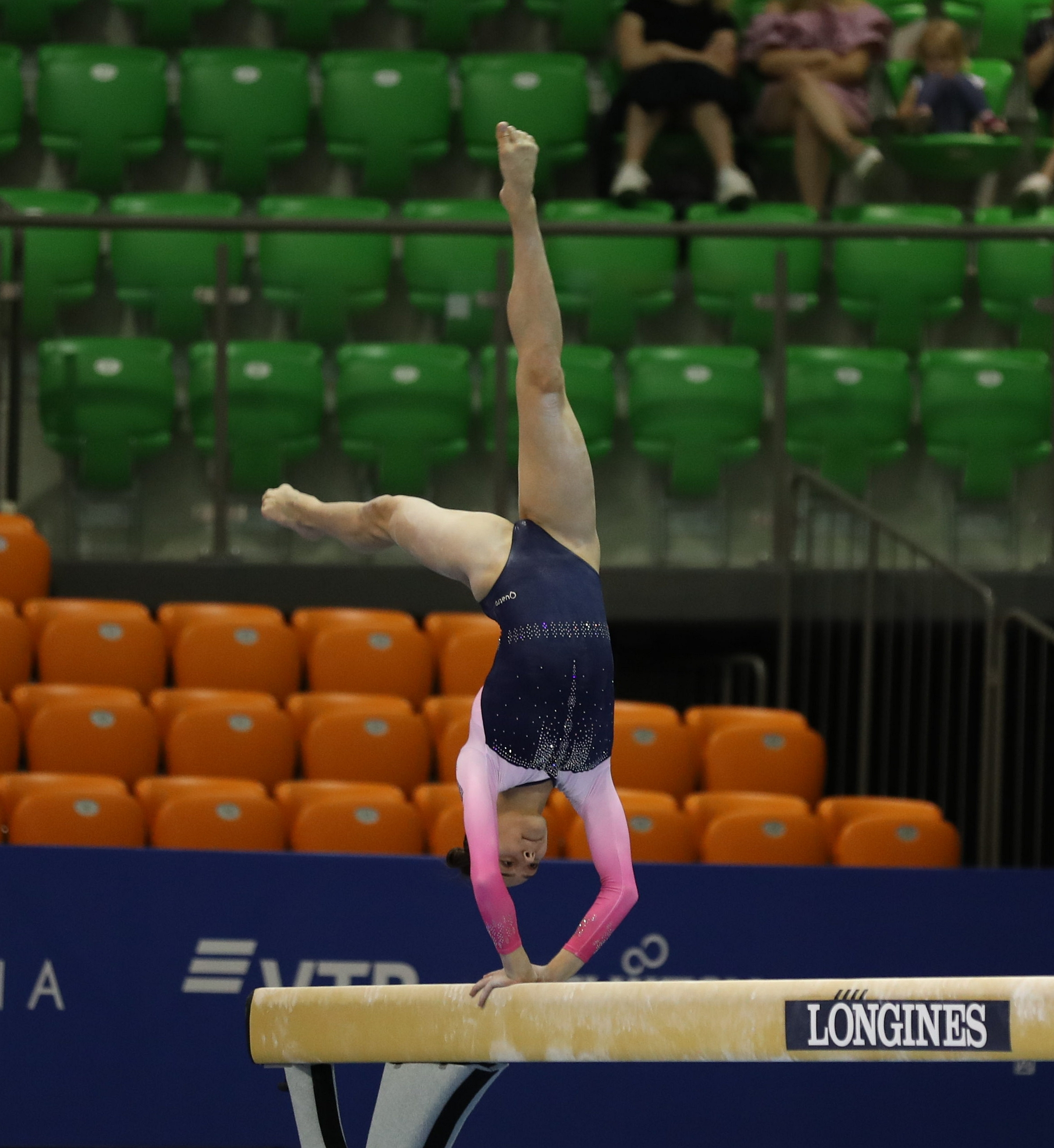
am Schwebebalken.

### Senior

#### 2021
Gadirova wurde 2020 Seniorin, trat jedoch aufgrund der weltweiten COVID-19-Pandemie nicht an. Im April 2021 wurde sie nominiert, um Großbritannien bei den Europameisterschaften für Kunstturnen 2021 zusammen mit ihrer Zwillingsschwester Jennifer (später ersetzt durch Phoebe Jakubczyk) zu vertreten. Während der Qualifikation qualifizierte sich Gadirova trotz eines schweren Fehlers für das Mehrkampf-Finale im Schwebebalken. Zusätzlich qualifizierte sich Gadirova für das Sprung-Finale auf dem ersten Platz und dem Boden-Finale auf dem dritten Platz. Im Mehrkampf-Finale glänzte Gadirova und gewann die Bronzemedaille hinter den Russinnen Viktoria Listunova und Angelina Melnikova.

#### 2022
Bei den Europameisterschaften in München verteidigte sie ihren Titel am Boden und gewann Silber im Teamwettkampf.

#### 2023
2023 wurde sie Europameisterin im Mehrkampf, am Boden und im Teamwettkampf. Am Boden gewann sie zum dritten Mal in Folge den Titel.